# Parence
Pour le village en Belgique, voir Parence (Belgique).
 (mai 2014).
Si vous disposez d'ouvrages ou d'articles de référence ou si vous connaissez des sites web de qualité traitant du thème abordé ici, merci de compléter l'article en donnant les références utiles à sa vérifiabilité et en les liant à la section « Notes et références ».
La Parence ou Vive Parence est une rivière française qui coule dans le  département de la Sarthe. C'est un affluent de l'Huisne en rive droite, donc un sous-affluent de la Loire par l'Huisne, la Sarthe et la Maine.

## Géographie
La Parence prend sa source à Courcemont dans le département de la Sarthe. Tout au long de son parcours de près de 24,5 km, elle maintient une direction allant du nord-est vers le sud-ouest. Elle rejoint l'Huisne en rive droite à Yvré-l'Évêque, à 3 km en amont de la ville du Mans, et donc du confluent de l'Huisne et de la Sarthe.

## Affluent
- La Morte Parence, qui conflue en rive droite à Savigné-l'Évêque et dont le cours fait 17,9 km.

## Communes traversées
La Parence traverse ou longe les communes suivantes :
- Bonnétable, Torcé-en-Vallée, Sillé-le-Philippe, Saint-Corneille, Savigné-l'Évêque et Yvré-l'Évêque.

Toutes sont situées dans le département de la Sarthe.

## Hydrologie
Le débit de la Parence a été observé durant une période de 25 ans (1983-2008), à Yvré-l'Évêque, au lieu-dit Parence situé au niveau de son confluent avec l'Huisne. Le bassin versant de la rivière est de 185 km2.
Le module de la rivière à Yvré-l'Évêque est de 0,939 m3/s.
La Parence présente des fluctuations saisonnières de débit bien marquées. La période des hautes eaux se déroule en saison hivernale, et se caractérise par des débits mensuels moyens oscillant entre 1,55 et 2,02 m3/s, de fin décembre à mars inclus (avec un maximum assez net en janvier). Dès le mois de mars, le débit diminue doucement pour aboutir à la période des basses eaux qui a lieu de juillet à septembre, amenant une baisse du débit mensuel moyen allant jusqu'à 0,263 m3/s au mois d'août, ce qui reste il est vrai assez confortable pour un aussi petit cours d'eau. Mais les fluctuations de débit peuvent être plus importantes d'après les années et sur des périodes plus courtes.
À l'étiage le VCN3 peut chuter jusque 0,048 m3/s, en cas de période quinquennale sèche, soit 48 litres par seconde, ce qui n'est pas excessivement sévère et correspond aux normes de la région.
Les crues sont d'importance moyenne et, compte tenu de la surface du bassin versant et du faible niveau du module, correspondent à celles des autres cours d'eau de la région. Les QIX 2 et QIX 5 valent respectivement 6,9 et 10 m3/s. Le QIX 10 est de 12 m3/s, le QIX 20 de 14 m3/s, tandis que le QIX 50 se monte à 17 m3/s.
Le débit instantané maximal enregistré à Yvré-l'Évêque durant cette période, a été de 13,5 m3/s le 8 avril 1985, tandis que le débit journalier maximal enregistré était de 13,3 m3/s le même jour. Si l'on compare ces chiffres à l'échelle des QIX de la rivière, l'on constate que cette crue n'était pas même d'ordre vicennal, et donc nullement exceptionnelle.
La Parence est une rivière assez peu abondante dans le contexte des affluents de l'Huisne. La lame d'eau écoulée dans son bassin versant est de 159 mm annuellement, ce qui est non seulement fort inférieur à la moyenne d'ensemble de la France tous bassins confondus (320 mm), mais aussi nettement inférieur à la moyenne du bassin de l'Huisne (218 mm). Le débit spécifique de la rivière (ou Qsp) atteint 5,0 litres par seconde et par kilomètre carré de bassin.

## Tourisme
- Bonnétable : La forêt de Bonnétable est composée surtout de chênes et de hêtres ; elle est entrecoupée de landes. Château du XVe siècle avec tours. Train touristique "Transvap" de 17 kilomètres, allant de Bonnétable à Connerré (partie de la ligne à voie normale Mamers - Saint-Calais, fermée fin 1977) ; locomotives à vapeur.